# Alf Hildinger
Alf Hildinger, född 11 oktober 1890 i Växjö, död 2 december 1980 i Övre Heden, Åls församling, var en svensk skolman.
Alf Hildinger var son till Hilding Andersson. Han blev filosofie licentiat 1919, lektor vid folkskoleseminariet i Falun samma år och rektor vid folkskoleseminariet i Helsingborg 1946. Hildinger deltog ivrigt i det frivilliga folkbildningsarbetet och i det samnordiska arbetet samt verkade inom nykterhetsrörelsen, bland annat från 1939 som ordförande i Sveriges lärares nykterhetsförbund. Han utgav bland annat Psykologi (1922, 3:e upplagan 1948), Folkskolepedagogik (1923, 4.e upplagan 1944), Moralisk fostran (1925), Logikens grunder (1926) och Grundlinjer för modersmålsundervisningen (1947)